# Celosia isertii
Celosia isertii är en amarantväxtart som beskrevs av C. C. Towns. Celosia isertii ingår i släktet celosior, och familjen amarantväxter. Inga underarter finns listade i Catalogue of Life.